# Strijkkwartet nr. 3 (Nielsen)
De Deense componist Carl Nielsen begon aan zijn Strijkkwartet in Es majeur  in 1897.

## Geschiedenis
Hij schreef in zijn dagboek op 6 januari 1898 dat hij het eerste deel in december voltooid had en dat het naar de copyist kon. Hij schreef verder en voltooide het tweede deel in de lente. Hij speelde de muziek door met zijn muzikale vrienden en vonden die delen af. Nielsen schreef door met de delen drie en vier. Toen ook deze voltooid waren ging de componist op pad om ook deze laatste twee delen door een copyist te laten overzetten. Er gebeurde echter iets onverwachts. Op zijn reis naar de copyist werd Nielsen betrokken bij een ongeluk van een trekkar met twee paarden. De paarden lagen op de grond en de kar was gekanteld. Nielsen heeft in zijn jeugd veel paard gereden en stak direct de handen uit de mouw. Hij gaf de manuscripten aan een toeschouwer en hielp de paarden door middel van een deken op de grond weer op de been. Toen de zaak geklaard was wilde Nielsen naar de toeschouwer, maar deze was met manuscript vertrokken. De familie- en kennissenkring van de componist heeft nog navraag gedaan en een beloning uitgeschreven, doch het kwam niet terug. De manuscripten zijn nooit meer boven tafel gekomen. Aldus Nielsen op zijn zestigste verjaardag (1925); het verhaal is nergens anders terug te vinden.
Carl Nielsen kon dus weer opnieuw beginnen. Hij deed dat op de boerderij van zijn schoonfamilie en dat gaf frictie met zijn vrouw en beeldend kunstenaar Anne Marie Carl-Nielsen. Nielsen zat lekker op een boerderij in alle rust te werken aan de tweede versie van een strijkkwartet en mevrouw Nielsen moest een hengst in bedwang zien te houden; er een beeldhouwwerk van maken en voor de drie kinderen zorgen.
De eerste uitvoering kwam in een privé-uitvoering op 1 mei 1899; hij stuurde het door naar Uitgeverij Wilhelm Hansen in de zomer daaropvolgend; publicatie kwam pas in december 1900. De publieke première kwam veel later door het Høeberg Kwartet in Kopenhagen.

## Muziek
Het strijkkwartet heeft een klassieke vierdelige opzet:
1. Allegro con brio
2. Andante sostenuto
3. Allegretto pastorale – presto – allegretto pastorale
4. Finale. Allegro coraggioso

Het strijkkwartet is in Es majeur gecomponeerd, maar moduleert er lustig op los; een vaste toonsoort lijkt er niet te zijn. Voorts zit het vol ritmiek en toepassing van chromatiek. Dat Nielsen deel drie op de boerderij heeft herschreven is wellicht terug te voeren op de aanduiding pastorale, maar het deeltje is tevens tragikomisch. Het eerste motief in vrolijk en speels; het tweede vrij ernstig om dan weer terug te gaan naar het eerste motief.
Het werk viel niet in de smaak bij het grote publiek. Muziekrecensent Hother Ploug, zelf ook componist, schreef in de Deense Geïllustreerde Pers, dat het daarvoor te moeilijk was. Het grote publiek werd destijds, aldus Ploug, overvoert met romantische muziek en daar valt dit werk maar deels onder te plaatsen. Hij vond het meer voor de echte liefhebber. Het is tijdens het leven van de componist slechts zelden op de lessenaars verschenen.

## Discografie
- Uitgave Dacapo: Jong Deens Strijkkwartet
- Uitgave Chandos: versie Zapolski Kwartet en versie Athena Ensemble
- uitgave BIS Records: Kontra Kwartet
- Uitgave Naxos: Oslo Kwartet
- Uitgave Danacord: Erling Bloch Kwartet

## Bron
- Uitgave Dacapo.